# Pinch harmonic
Een pinch harmonic (pinch staat voor "knijpen", harmonic refereert aan de harmonische boventoonreeks) is een gitaartechniek waarbij gillende geluiden ook op de lagere snaren van de gitaar gemaakt kunnen worden. Dit kan door op het moment dat het plectrum de snaar raakt, ook met de duim of middelvinger de snaar aan te raken. Ook felle distortion is nodig om dit geluid optimaal te maken. Pinch harmonics worden vooral bij (hard) Rock en (heavy, thrash etc.) metal gebruikt. De bekendste gitarist die veelvoudig gebruikmaakt van deze techniek is Ozzy Osbourne-gitarist Zakk Wylde.